# Paul II de Garni
Pour l’article homonyme, voir Paul II (homonymie).
Paul II de Garni ou Poghos II Gaṙnec‘i (en arménien Պողոս Բ Գառնեցի) est Catholicos de l'Église apostolique arménienne de 1416 à 1429 ou de 1418 à 1430.

## Biographie
Paul ou Poghos est originaire de Garni en Grande-Arménie. Il est patriarche arménien de Jérusalem (1417-1419) lorsqu’en Cilicie, le clan qui a emprisonné et sans doute assassiné en 1418 Grégoire VIII Khandzoghat fait appel à lui comme Catholicos pour réconcilier les factions.
Selon l’historien arménien contemporain Thomas de Metsop, qui est la seule source pour cette époque, il ne semble pas que Poghos II ait résidé à Sis avant la fin de la construction du monastère Sainte-Anne en 1423/1424.
Toujours selon Thomas de Metsop, Poghos II ferait partie des six Catholicos de l’époque (1392-1441) décédés de mort violente, et il aurait dans ce cas été empoisonné en 1429/1430 par un parti dont son successeur Constantin VI de Vakha était le chef.